# Sveti Jernej
Jernej, Bartolomej ali Natanael je bil eden od dvanajstih Jezusovih apostolov. O njegovem življenju imamo zelo malo podatkov. Rodil se je približno ob začetku našega štetja, verjetno v Kani Galilejski, umrl je verjetno v Siriji ali Armeniji. 
Ime Bartolomej izvira iz aramejskega בר תלמא‎, 'bar Tolmaj', dob. Tolmajev sin (Ptolomejev sin ali lahko tudi sin brazd, sin oranja).  Ime Natanael pomeni 'Božji dar'. V grščini so njegovo ime zapisali kot starogrško Βαρθολομαίος, latinizirano: Bartholomeos. V Matejevem, Markovem in Lukovem evangeliju nastopa Bartolomej vedno skupaj s Filipom, v Janezovem evangeliju pa nastopata skupaj Filip in Natanael (Jn 1,45-50), zato se domneva, da je Natanael (נתנאל‎, 'Natanael', dob. 'Božji dar') ista oseba kot Bartolomej. Izvir slovenske oblike Jernej (tudi Jernač) je teže razložiti – mogoče gre za zamenjavo z imenom Irenej.
Apostol Jernej je v Svetem pismu le malokrat omenjen: naveden je v seznamu dvanajsterih apostolov, kot Filipov prijatelj in kot eden od tistih, ki se jim je Jezus prikazal po vstajenju. Po vstajenju srečamo Natanaela z drugimi apostoli, ki so lovili ribe v Genezareškem jezeru in se jim je Jezus prikazal.
Po starem izročilu je Jernej odšel oznanjat krščanstvo najprej v Indijo, pozneje pa še v Armenijo, kjer sta skupaj z Judo Tadejem ustanovila Armensko apostolsko Cerkev. V Armeniji ga je doletela tudi mučeniška smrt: še živemu so odrli kožo s telesa in ga potem križali z glavo navzdol. To je razlog, da ga usnjarji štejejo za svojega zavetnika. Tudi upodobitve svetega Jerneja po navadi prikazujejo kako drži v eni roki velik nož, v drugi pa svojo kožo.
Sveti apostol Jernej goduje 24. avgusta po katoliškem oziroma 11. junija po pravoslavnem koledarju. 
V Sloveniji je bil Jernej v preteklosti zelo priljubljen svetnik in zato se po njem imenuje precej slovenskih krajev: Jernej, Sveti Jernej, Šentjernej, ipd.